# Joaquim Codina i Matalí

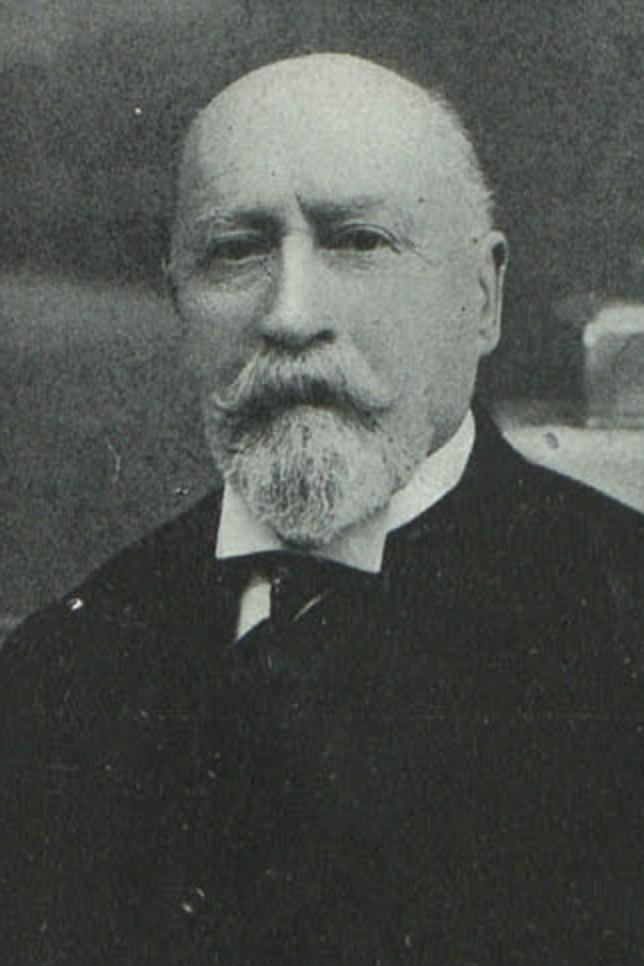
Retrato de Codina Matalí

Joaquim Codina i Matalí (? - Barcelona, 1910) fue un maestro de obras español. 

## Biografía

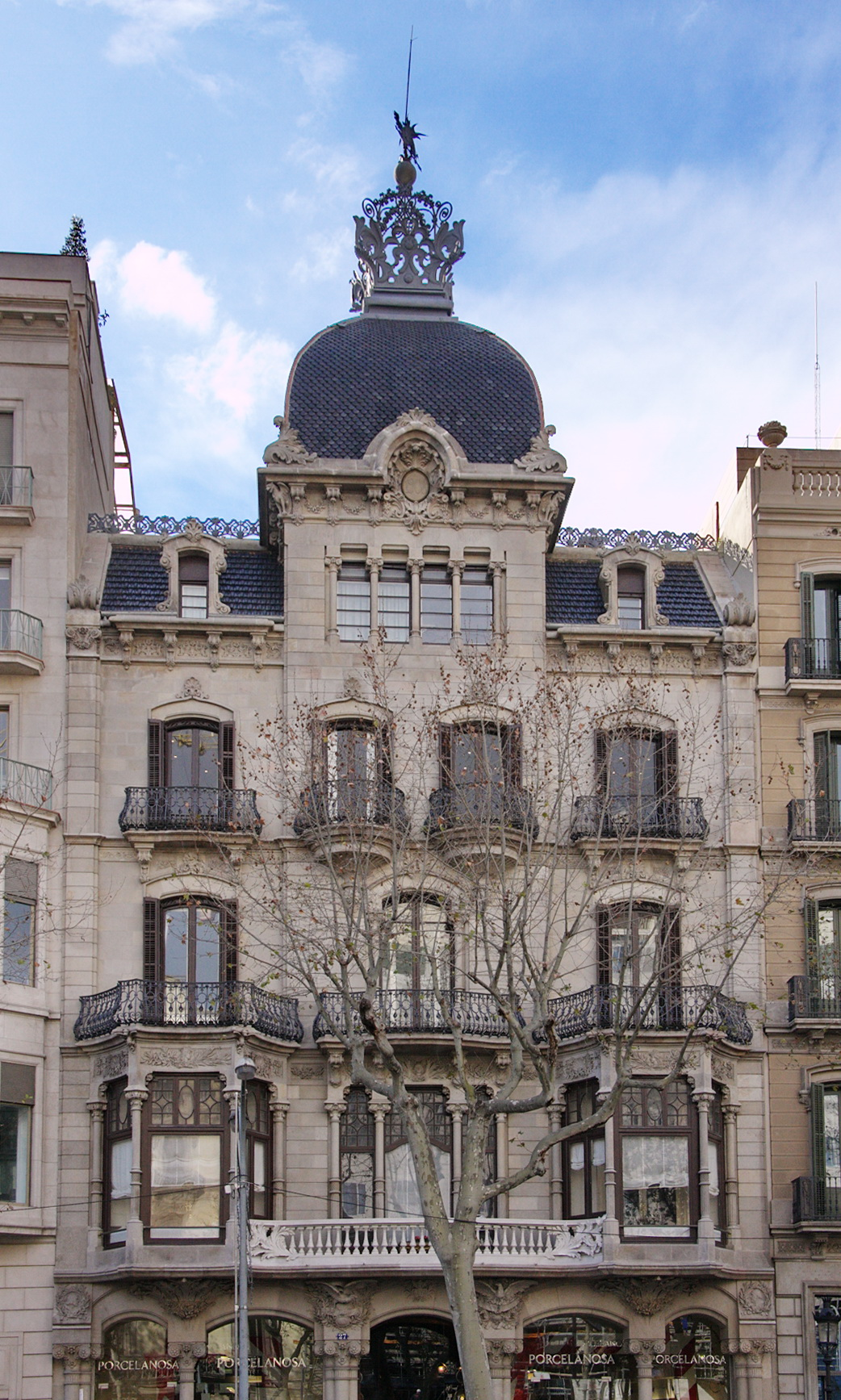
Casa Malagrida (1905), paseo de Gracia 27, Barcelona.

Se formó en la Escuela de Maestros de Obras de Barcelona, donde se tituló en 1864. Su primer trabajo fue como ayudante de Elías Rogent, para el que trabajó en el edificio de la Universidad de Barcelona (1865). Sus primeras obras personales fueron en estilo historicista, como la Casa Eduard Filva (1899) y las casas unifamiliares de la calle Margenat 85-89 (1899), en Barcelona.
Posteriormente evolucionó hacia el modernismo, estilo en el que construyó la Casa Manuel Malagrida (1905), su obra más relevante. También trabajó en Sabadell, donde realizó el edificio del Ateneo (1901). Colaboró en el proyecto del Rosario Monumental de Montserrat, donde elaboró el Primer Misterio de Dolor. La Oración de Jesús en el Huerto de Getsemaní (1897), en colaboración con el escultor Josep Campeny; el Cuarto Misterio de Gloria. La Asunción de la Virgen María (1900), con Venancio Vallmitjana; y el Quinto Misterio de Gloria. La Coronación de la Virgen María (1906), con Joan Flotats.